# Anders Jonas Ångström
Anders Jonas Ångström [ˈanˌdəʂ ˈjuːˌnas ˈɔŋˌstrøm]IPA (13. srpna 1814, Lögdö – 21. června 1874, Uppsala) byl švédský astronom a fyzik, jeden ze zakladatelů spektroskopie.

## Životopis
Ångström studoval na univerzitě v Uppsale, kde v roce 1839 obdržel diplom učitelství fyziky. Poté šel získávat zkušenosti z astronomie na Stockholmskou observatoř; o několik let později se stal ředitelem astronomické observatoře v Uppsale.
Zabýval se studiem magnetického pole Země; přitom učinil různá pozorování změn intenzity magnetického pole v různých částech Švédska.
A. J. Ångström byl průkopníkem studia elektromagnetického spektra. V roce 1862 zjistil přítomnost dusíku v atmosféře Slunce.